# دایره جنایی (مجموعه تلویزیونی)
دایره جنایی با نام اصلی قاتلان شهر (به انگلیسی: Citi Homicide) یک مجموعه تلویزیونی جنایی محصول استرالیا است که بین ۲۷ اوت ۲۰۰۷ تا ۳۰ مارس ۲۰۱۱ در ۸۴ قسمت ۴۵ دقیقه‌ای از شبکه هفت استرالیا پخش شد.

## خلاصه داستان
داستان‌های این مجموعه تلویزیونی در واحد قتل ستاد پلیس ملبورن اتفاق می‌افتد. در این بخش هفت کاراگاه به همراه سه مقام مافوق خود به بررسی و حل پرونده‌های قتل می‌پردازند.

## پخش به زبان فارسی
این مجموعه تلویزیونی از شبکه ۱ دوبله و پخش شده است.